# Distrito de Reasi
Reasi es un distrito de la India en el estado de Jammu y Cachemira. Código ISO: IN.JK.RE.
Comprende una superficie de 1 710 km².
El centro administrativo es la ciudad de Reasi.

## Demografía
Según censo 2011 contaba con una población total de 314 714 habitantes, de los cuales 148 322 eran mujeres y 166 92 varones.